# هيو ألويسيوس دونوهو
هيو ألويسيوس دونوهو (بالإنجليزية: Hugh Aloysius Donohoe)‏ هو كاهن كاثوليكي أمريكي، ولد في 28 يونيو 1905 في سان فرانسيسكو في الولايات المتحدة، وتوفي في 26 أكتوبر 1987.